# Angus McMillan

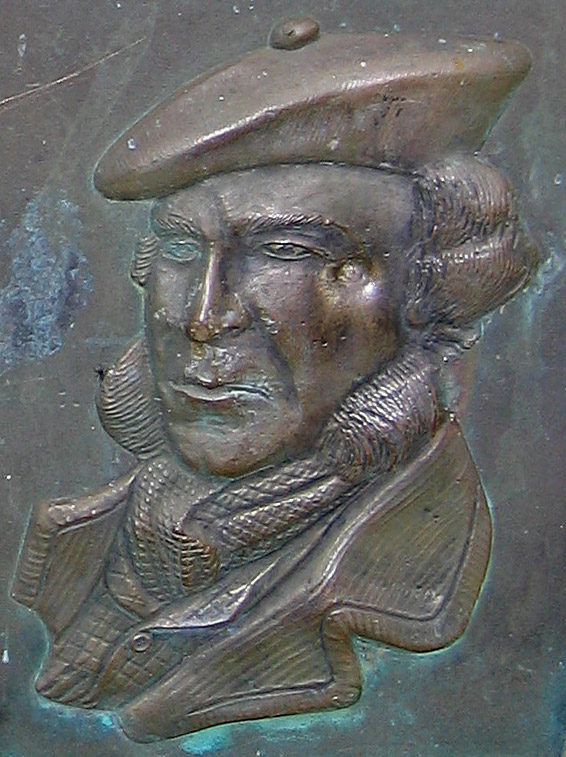
Porträt von Angus McMillan, von der Bronzeplatte eines Denkmals

Angus McMillan (* 14. August 1810; † 18. Mai 1865) war Entdecker und einer der ersten Pastoralisten im Gippsland im australischen Bundesstaat Victoria. Er gilt auch als Anstifter vieler Massaker an den Aborigines im Gippsland zwischen den Jahren 1840 bis 1847.

## Jugend
Angus McMillan wurde in Glenbrittle auf der Isle of Skye in Schottland als vierter Sohn von Ewan McMillan geboren. Nach einer harten Jugend voller Entbehrungen wanderte der 1838 nach Australien aus. In seiner ersten Stellung bei Captain Lachlan Macalister konnte er Erfahrungen mit dem australischen Pastoralismus in Monaro gewinnen, um später die Curawang Station, eine Schafzuchtstation in der Nähe von Delegate, zu führen. Auf einer seiner Expeditionen nach Ensay sah er zum ersten Mal die Ebene des Gippsland vom Mount McLeod aus und informierte Macalister, dass es im Süden sowohl Weideland als auch einen guten Platz zum Bau eines Hafens geben könnte. Ein fast tödlich endendes Gefecht mit einem Aborigines-Führer in dieser Zeit hat vermutlich seine Sicht auf die Ureinwohner dieser Gegend geprägt.

## Entdeckungen
Um 1839 und 1840 begannen wohlhabende Landbesitzer in New South Wales, sich für die Region Gippsland zu interessieren und finanzierten die Erforschung dieser Gegend. Macalister kannte die frühen Siedler im Hochland des Gippsland um Benambra und Omeo, weil sie ursprünglich auch aus Monaro kamen. Er schlug McMillan als Kandidat für eine weitere Erforschung der Ebene des Gippsland bis zur Küste vor. Auch der polnische Entdecker und Wissenschaftler Paul Edmund de Strzelecki schickte sich an, das Gippsland zu erforschen. Beide Expeditionen zogen von New South Wales durch das bereits besiedelte Land um Benambra und Omeo weiter nach Süden bis zur Küste.
McMillan führte verschiedene Expeditionen durch, wobei er oft zwar nicht der erste Europäer war, der die betreffenden Gebiete besuchte, aber seine Entdeckungen für die europäische Besiedelung des Gippsland am wichtigsten waren. Auf der letzten seiner frühen Expeditionen fand er einen geeigneten Hafenplatz für die Region im heutigen Port Albert.

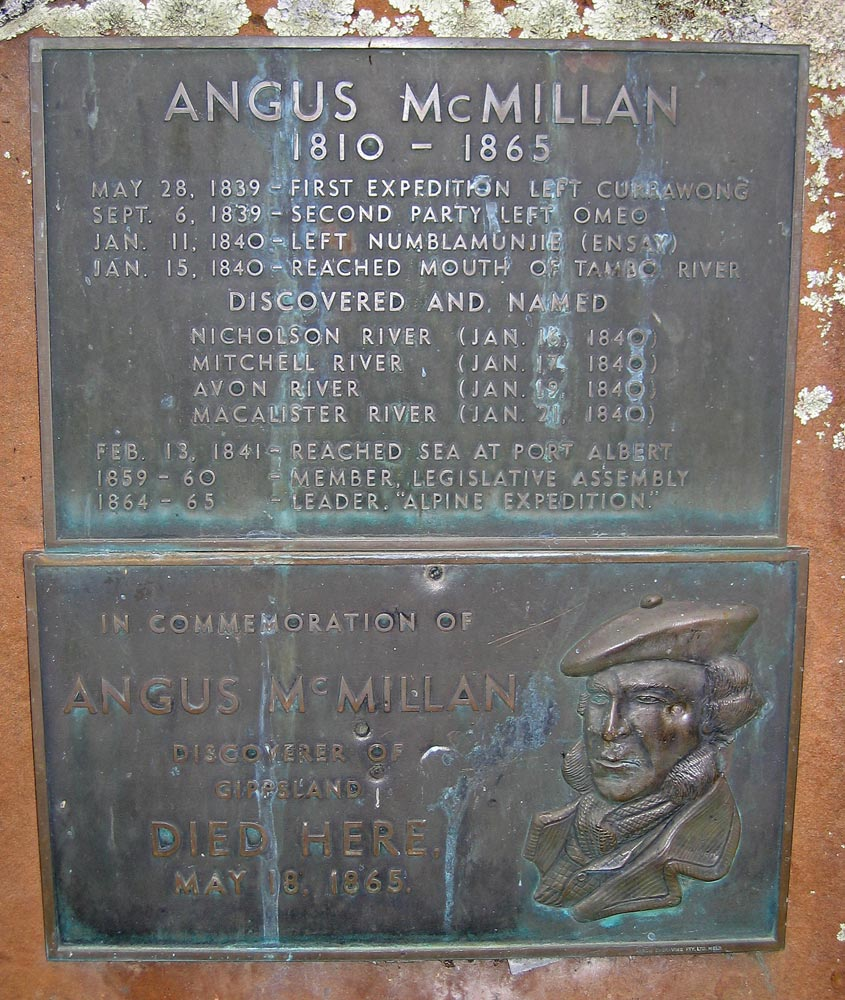
Bronzeplatte am Übergang der Dargo Road über den Iguana Creek, wo McMillan starb.

Die von McMillan festgelegte Route ist auch heute noch die wichtigste Nord-Süd-Verbindung durch das Gippsland. Sie folgt der Great Alpine Road südlich durch das Tambo-Tal nach Bruthen, dann nach Westen über Bairnsdale und Sale den Princes Highway entlang und schließlich wieder nach Süden nach Yarram und Port Albert.
Viele Jahrzehnte lang war das Gippsland nur auf dieser Nord-Süd-Achse von Benambra und Omeo nach Port Albert erschlossen, aber in den 1860er-Jahren wurde eine Straße von Melbourne nach Osten gebaut und dieser folgte wiederum einige Jahrzehnte später die Eisenbahn. Diese Entwicklung und der Schiffsverkehr auf den Gippsland-Seen richtete den Verkehr im Gippsland an einer einfacheren Ost-West-Achse aus und ließ die Route über Benambra und Omeo zu einem Seitenast der Hauptroute verkümmern.

## Späteres Leben
McMillan besetzte später selbst Land im Gippsland, um Schafe zu züchten. Er war für verschiedene Massaker an Eingeborenen verantwortlich, die sich gegen die Enteignung ihres Landes wehrten und europäische Entdecker und Siedler angriffen. Von McMillan angeführte Massaker an den Kurnai gab es bei Nuntin, Boney Point, Butchers Creek, Maffra, Warrigal Creek und anderen, nicht genauer benannten Orten im Gippsland.
1857 heiratete er und hatte zwei Söhne, Ewan und Angus. 1859–1860 war er Mitglied der Gesetzgebenden Versammlung von Victoria, weniger als ein Jahrzehnt, nachdem Victoria zur selbständigen Kolonie (unabhängig von New South Wales) erklärt worden war.
Waldbrände und Fluten zerstörten die Besitzungen McMillans und obwohl er als Entdecker des Gippslands anerkannt war, starb er im Mai 1865 am Ufer des Iguana Creek nördlich von Glenaladale, ohne ein Erbe zu hinterlassen, während er die heutige Dargo Road im östlichen Gippsland überwachte.

## Würdigung
Der Wahlkreis McMillan ist nach ihm benannt. 